# Колонізація Сонячної системи
Колонізація Сонячної системи — гіпотетичне створення автономних людських поселень на планетах, карликових планетах, супутниках планет і астероїдах, а також на космічних стаціях в межах Сонячної системи.
Колонізація Сонячної системи є однією з основних тем наукової фантастики.
Ідея колонізації Сонячної системи базується на припущенні, що на Місяці і планетах достатньо ресурсів для створення поселень людей.
Службовий список статей
- Колонізація Меркурія
- Колонізація Венери
- Колонізація Місяця
- Колонізація Марса
- Колонізація астероїдів

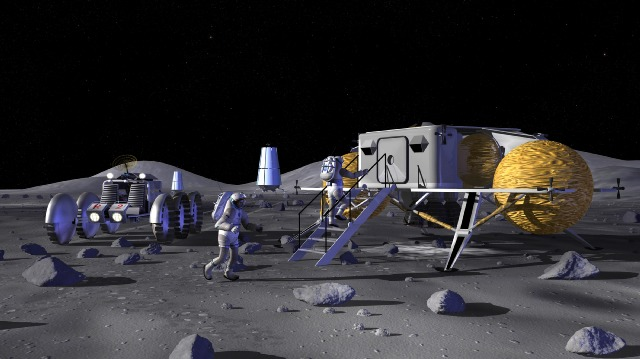
Місячна база (в уявленні художника)

  - Гірничопромислове освоєння астероїдів
- Колонізація супутників Юпітера
- Колонізація супутників Сатурна
- Колонізація зовнішніх об'єктів Сонячної системи
- Колонізація Юпітера і Сатурна